# Эрин Элахай
Эрин Элахай (Рихард Эрин Элахай) — бывший барабанщик американской метал-группы «Avenged Sevenfold», в которую был приглашен в качестве сессионного участника. Ранее играл в американской металкор-группе «Confide».

## Начало карьеры
Ричард Эрин Элахай родился в Вентуре, Калифорния. Отец - Рик Элахай, американского, филиппинского и мексиканского происхождения. Мать - Шарлотта Таттл, американского, голландского и немецкого происхождения. У обоих родителей Эрина есть музыкальное образование. Папа Эрина - профессиональный гитарист, мать Эрина - госпел-певица. Эрин начал играть на барабанах в возрасте девяти лет. Он изучал фанк, джаз, рок и латинский джаз в очень молодом возрасте с отцом. Отыграв в 40 лучших джаз/рок группах, и играя вместе с друзьями в христианских рок-группах, Эрин многому научился. В это же время он учился в Palmdale High School при музыкальном руководителе Томе Хиксоне.

## Дискография
В составе Confide
- Shout the Truth (2008)
- Shout the Truth (re-issue) (2009)

В составе Avenged Sevenfold
- Not Ready to Die (2011)
- Carry On (2012)
- Hail to the King (2013)